# Linanthus arenicola
Linanthus arenicola är en blågullsväxtart som först beskrevs av Marcus Eugene Jones, och fick sitt nu gällande namn av Jepson och V. L.Bailey. Linanthus arenicola ingår i släktet Linanthus och familjen blågullsväxter. Inga underarter finns listade i Catalogue of Life.